# In a World Like This (песня)
«In a World Like This» (с англ. — «В этом мире») — первый сингл американской группы Backstreet Boys с одноимённого студийного альбома. Сингл доступен в цифровой загрузке с 25 июня 2013 года.

## История создания
В апреле 2013 года Ник Картер рассказал, что Backstreet Boys записали песню вместе со шведским продюсером Максом Мартином, который является автором таких популярных песен группы, как «I Want It That Way», «Quit Playing Games (With My Heart)» и «Everybody (Backstreet’s Back)». Он также отметил, что песня является одним из главных кандидатов на звание первого сингла с альбома. 18 июня 2013 года было официально объявлено, что «In a World Like This» станет первым синглом. Премьера песни состоялась в тот же день на Нью-Йоркской радиостанции Z100. 25 июня 2013 года группа выложила в Интернет официальное видео с текстом песни.

## Музыкальное видео
Съёмки музыкального видео состоялись 21 июня 2013 года в Лос-Анджелесе. Режиссёром видео стал Дон Тайлер. Премьера видео состоялась 18 июля 2013 года на телешоу «С добрым утром, Америка». Сценарий видео вдохновлен словами песни, говорящими, что, несмотря на несчастья вокруг, любовь помогает всё пережить. Backstreet Boys исполняют песню на фоне холмов. Параллельно в видео даются отсылки на три важных события в американской истории. Сначала пара смотрит высадку человека на Луну по телевизору и празднует этот важный момент в объятиях друг друга. Другая пара поддерживает друг друга во время репортажа с террористических атак 11 сентября 2001 года. В конце лесбийская пара с радостью наблюдает по телевизору за свадьбой двух мужчин.

## Отзывы критиков
Джоди Розен из New York Magazine назвал песню «очень хорошей». По его мнению, у песни «бодрый» синтетический бит и «изящные» перемены аккордов. Слова песни, возможно, имели больше смысла на изначальном шведском, но сейчас они — просто бессмыслица, обрамление для «восхитительной» музыки. Джоди также задается вопросом, смогут ли Backstreet Boys очаровать молодую публику — целевую аудиторию бой-бэндов — или же их ожидает «незавидная участь» любимцев критиков.

## Список композиций
| №  | Название               | Длительность |
| -- | ---------------------- | ------------ |
| 1. | «In a World Like This» | 3:40         |

| №  | Название                              | Длительность |
| -- | ------------------------------------- | ------------ |
| 1. | «In A World Like This»                | 3:39         |
| 2. | «In A World Like This» (Acappella)    | 3:31         |
| 3. | «In A World Like This» (Instrumental) | 3:39         |

| №  | Название                                           | Длительность |
| -- | -------------------------------------------------- | ------------ |
| 1. | «In a World Like This»                             | 3:40         |
| 2. | «In a World Like This» (Manhattan Clique Club Mix) | 5:58         |
| 3. | «In a World Like This» (Adam Rickfors Remix)       | 6:20         |
| 4. | «In a World Like This» (Varun Remix)               | 5:00         |
| 5. | «In a World Like This» (Drezo Remix)               | 6:43         |
| 6. | «In a World Like This» (DJ Lynwood Remix)          | 6:19         |

## Хит парады
| Страна                                         | Высшая позиция | Примечание |
| ---------------------------------------------- | -------------- | ---------- |
| Бельгия (Ultratip Flanders)                    | 20             | [ 10 ]     |
| Великобритания (The Official Charts Company)   | 155            |            |
| Германия (Radio-Charts Deutschland Mainstream) | 16             | [ 11 ]     |
| Германия (Media Control Charts)                | 100            | [ 12 ]     |
| Испания (Spanish Single Top 50)                | 49             |            |
| США (Billboard Adult Pop Songs)                | 34             | [ 13 ]     |
| США (Billboard Dance/Club Play Songs)          | 35             |            |
| Южная Корея (Gaon Chart)                       | 23             | [ 14 ]     |
| Япония (Adult Contemporary Airplay)            | 1              | [ 15 ]     |
| Япония (Billboard Japan Hot 100)               | 6              | [ 16 ]     |
| Япония (Hot Top Airplay)                       | 3              | [ 17 ]     |

## Даты выпуска
| Страна         | Издание           | Дата выпуска    | Формат                       | Лейблы                         |
| -------------- | ----------------- | --------------- | ---------------------------- | ------------------------------ |
| США            | Обычная версия    | 25 июня 2013    | Цифровая загрузка            | K-BAHN BMG Rights Management   |
| Великобритания | Обычная версия    | 30 июня 2013    | Цифровая загрузка            | K-BAHN BMG Rights Management   |
| Япония         | Обычная версия    | 3 июля 2013     | CD-сингл                     | Sony Music Entertainment Japan |
| США            | Обычная версия    | 26 июля 2013    | Радио                        | K-BAHN BMG Rights Management   |
| Южная Корея    | Обычная версия    | 16 августа 2013 | Цифровая загрузка            | Leaplay Music Neowiz           |
| Канада США     | Ремиксовый альбом | 29 октября 2013 | K-BAHN BMG Rights Management | Leaplay Music Neowiz           |